# Rákos Ferenc
Rákos Ferenc (Füzesgyarmat, 1893. március 4. – Budapest, 1963. április 24.) magyar jogász, a jogtudományok kandidátusa (1952), újságíró, műfordító, a Magyarországi Tanácsköztársaság alatt a Vörös Őrség országos parancsnoka.

## Élete
17 éves kora óta részt vett az MSZDP munkájában, 1911-ben pedig a Galilei Kör választmányi tagja lett. Jogi doktori diplomáját 1916-ban szerezte meg. Harcolt az első világháborúban, majd 1918-ban a kispesti munkástanács egyik elnöke lett. Belépett az 1918 november 24-én megalapított KMP-be, s tagja lett az illegális (1919. február 20-tól működő) ún. második Központi Bizottságnak. A Magyarországi Tanácsköztársaság idején kezdetben a Vörös Őrség országos főparancsnoka volt, majd a Budapesti Forradalmi Törvényszék elnöke, később pedig a Katonai Forradalmi Törvényszék elnöki tisztségét töltötte be. A Tanácsok Országos Gyűlése megválasztotta Szövetséges Központi Intéző Bizottság tagjának is.
A kommün bukása után 1919 augusztus elején Ausztriába menekült. Egészen 1921-ig internálták, ezután azonban nem tért vissza Magyarországra, hanem Prágában és Bécsben mint újságíró működött. 1925-től a Szovjetunióban dolgozott, mint a Nemzetközi Vörös Segély osztályvezetője, majd az Inturiszt (szovjet utazási iroda) vezetője volt. 1938-tól 1946-ig internálótáborban volt. Két évvel az internálótáborból való kiengedése után térhetett csak haza. 1951-től 5 éven át az Új Magyar Könyvkiadó igazgatója volt, 1956-tól a Legfőbb Ügyészség Politikai Főosztályának vezetője, egészen 1960-as nyugdíjazásáig.
Számtalan jogi tanulmányt írt, illetve szépirodalmi művet fordított magyarra, főleg oroszból, így például Csernisevszkij Mit tegyünk? c. művét.
A Fiumei úti sírkertben, a munkásmozgalmi parcellában nyugszik.

## Főbb művei
- Revolutionäre Gerichtsbarkeit (Bécs, 1920; oroszul Moszkva, 1922)
- A négerek faji elnyomása az USA-ban (Moszkva, 1927, nyolc nyelven)
- Állam és alkotmány a Magyar Tanácsköztársaságban (Budapest, 1951)